# Carta de abolición
Las cartas de abolición, es decir, de perdón eran aquellas por las cuales un príncipe absolvía al culpable de un crimen irremisible según las reglas ordinarias de justicia ordenando al mismo tiempo el perpetuo silencio.
Sin embargo, estas cartas encerraban algunas notas infamantes y no producían efecto mediando en perjuicio de tercero. 
Las cartas de abolición general eran aquellas por las que el rey concedía a una provincia o población que había desconocido la autoridad real. Sin embargo, no podían alcanzar al duelo, asesinato premeditado ni al rapto violento. 